# 安德雷斯貝略市 (梅里達州)

安德雷斯貝略市（西班牙語：Municipio Andrés Bello），是委內瑞拉的一個市，位於該國西部梅里達州，首府是拉阿蘇利塔，面積398平方公里，海拔高度1,135米，每年平均降雨量1,700毫米，2013年人口15,921。